# Gisela Buchheim
Gisela Buchheim (* 7. Februar 1931 in Hoyerswerda; † 17. Mai 1991 in Dresden) war eine deutsche Wissenschaftshistorikerin.

## Leben
Buchheim besuchte bis 1950 die Lessing-Oberschule in ihrer Heimatstadt Hoyerswerda und absolvierte anschließend ein Praktikum im Synthesewerk Schwarzheide, bevor sie sich 1951 für ein Studium der Berufspädagogik an der Technischen Hochschule Dresden einschrieb. Sie beendete ihr Studium in den Fachrichtungen Mathematik und Naturwissenschaften 1955 mit dem Diplom. Anschließend war sie als Assistentin am Institut für Geschichte der Technik und Naturwissenschaften tätig. Buchheim ging 1960 zur Aspirantur nach Moskau und studierte am Institut für Geschichte der Naturwissenschaften und Technik der Akademie der Wissenschaften der UdSSR. Zu ihren Lehrern zählte unter anderem Boris Grigorjewitsch Kusnezow. Buchheim promovierte 1965 an der Akademie der Wissenschaften der UdSSR; ihre Dissertation trug den Titel Elektrodinamičeskie issledovanija Gel’mgol’ca i ich svjaz’ rabotami ruqskich fizikov und befasste sich mit den „elektrodynamischen Arbeiten von Helmholtz [und der Frage], inwieweit diese mit den Bemühungen russischer Physiker im Zusammenhang standen“.
Sie kehrte an die TU Dresden zurück und war bis 1971 als wissenschaftliche Mitarbeiterin und Oberassistentin am Institut für Philosophie (ab 1968/69 Sektion Philosophie und Kulturwissenschaften) der TU Dresden angestellt. Im Jahr 1970 erhielt sie die Lehrbefähigung im Bereich Geschichte der Produktivkräfte und war bis 1985 als Hochschuldozentin für Geschichte der Wissenschaften an der TUD tätig. Bereits 1977 hatte sie ihre Promotion B mit dem Titel Die Gründungsgeschichte der Physikalisch-Technischen Reichsanstalt von 1872–1887 erfolgreich verteidigt.
Von 1985 bis 1990 lehrte und forschte Buchheim als außerordentliche Professorin für Wissenschaftsgeschichte an der Sektion Philosophie und Kulturwissenschaften. Diese Sektion wurde im Zuge der Umgestaltung der TU Dresden infolge der Wende 1990 geschlossen. Es erfolgte die Gründung des Instituts für Wissenschafts-, Technik- und Wirtschaftsgeschichte, wobei die zugehörige Professur zunächst unbesetzt blieb. Buchheim, die zu dieser Zeit bereits schwerkrank war, wirkte bis zu ihrem Tod 1991 an der Seite von Thomas Hänseroth und Otfried Wagenbreth als Dozentin.

## Wirken
Buchheims Forschungsschwerpunkt lag ab Mitte der 1950er-Jahre zunächst im Bereich der Geschichte der Physik. Erste Veröffentlichungen widmeten sich unter anderem Joseph von Baader (1955, 1956), der Behandlung der Geschichte des Energiesatzes im Physikunterricht (1956) und der Geschichte des Thermometers (1957). Besonderes Interesse hatte sie an der Erforschung der Geschichte der Produktivkräfte mit Fokus auf der Zeit der Industriellen Revolution sowie an der Geschichte der wissenschaftlich-technischen Revolution. Sie setzte an der TU Dresden den Fokus auf die Erforschung der Geschichte der Technikwissenschaften durch; nicht zuletzt auch durch ihre Arbeit fand 1986 an der TU Dresden das internationale Kolloquium Technik und Technikwissenschaften in der Geschichte des Internationalen Komitees für Technikgeschichte (ICOHTEC) statt.
Buchheim veröffentlichte zahlreiche Wissenschaftsbiografien in Artikelform und gab mit Lebensbilder von Ingenieurwissenschaftlern (1989) und Biografien bedeutender Unternehmer (1991) auch zwei biografische Sammelwerke heraus. Ab 1967 gehörte Buchheim zur Redaktion der Schriftenreihe NTM, in der sie rege publizierte. Neben Artikeln und Rezensionen verfasste sie auch Übersetzungen, so Werke ihres Lehrers Kusnezow. Bis 1984 erschien zudem das mehrbändige Werk Allgemeine Geschichte der Technik eines Autorenkollektivs um Semjon Schuchardin auf Deutsch, wobei Buchheim mit drei weiteren Autoren die Übersetzung und wissenschaftliche Gesamtredaktion verantwortete. Beiträge Buchheims erschienen unter anderem in den Publikationen Technische Gemeinschaft, Wissenschaft und Fortschritt, Deutsche Zeitschrift für Philosophie und in der Wissenschaftlichen Zeitschrift der TU Dresden.

## Publikationen (Auswahl)
- als Übersetzerin, Herausgeberin und Bearbeiterin (mit Siegfried Wollgast): B. G. Kusnezow – Von Galilei bis Einstein: Entwicklung der physikalischen Ideen. Akademie-Verlag, Berlin 1970.
- Die Gründungsgeschichte der Physikalisch-Technischen Reichsanstalt von 1872 bis 1887. Technische Universität Dresden, 1978 (erschienen auch als Dresdener Beiträge zur Geschichte der Technikwissenschaften, Band 3, 1983 und Band 4, 1984).
- Probleme der Herausbildung der Elektrotechnik als wissenschaftliche Disziplin. In: Philosophische und historische Fragen der technischen Wissenschaften: Beiträge der Fachsektion IV – die historische Entwicklung der technischen Wissenschaften (Konferenzbericht). TU Dresden 1979, S. 16–23.
- Zum historischen Wechselverhältnis von Wissenschaft und Produktion. In: Arbeitsblätter zur Wissenschaftsgeschichte, Nr. 7. 1980, S. 41–47.
- als Übersetzerin und Redakteurin (mit Rolf Sonnemann, Siegfried Richter, Horst Wolffgram): Semjon Wiktorowitsch Schuchardin u. a. – Allgemeine Geschichte der Technik. 2 Bände. Fachbuchverlag, Leipzig 1981, 1984.
- Zu einigen Fragen der Periodisierung der Technikwissenschaften. In: Dresdener Beiträge zur Geschichte der Technikwissenschaften, Nr. 9, 1984, S. 72–83.
- Werner v. Siemens. In: Gustav Seeber (Hrsg.): Gestalten der Bismarckzeit, Band 2. Akademie-Verlag, Berlin 1986, S. 352–372.
- als Herausgeberin (mit Rolf Sonnemann): Geschichte der Technikwissenschaften. Verlag Edition, Leipzig 1989.
- als Herausgeberin (mit Rolf Sonnemann): Lebensbilder von Ingenieurwissenschaftlern: eine Sammlung von Biographien aus 2 Jahrhunderten. Fachbuchverlag, Leipzig 1989 (auch Birkhäuser, Basel et al. 1989).
- Igor Vasilevič Kurčatov: (1903–1960). In: Irene Strube (Hrsg.): Bekenntnisse zum Frieden: Naturwissenschaftler und Mediziner des 20. Jahrhunderts im Kampf um Frieden und Abrüstung. Akademie-Verlag, Berlin 1989, S. 210–220.
- (mit Martin Guntau, Klaus Mauersberger): Grundlagen der Wissenschafts- und Technikgeschichte. Technische Universität Dresden: Lese- und Studienmaterial 1. TU Dresden, Dresden 1991.
- postum als Herausgeberin (mit Wolf D. Hartmann): Biographien bedeutender Unternehmer: eine Sammlung von Biographien. Volk und Wissen 1991 (darin auch Biografien von Buchheim u. a. zu Werner von Siemens und Emil Rathenau).